# Palpimanus stridulator
Palpimanus stridulator là một loài nhện trong họ Palpimanidae. Loài này được phát hiện ở Namibië.